# Villa Jucker
Villa Jucker è una dimora storica di Legnano, comune della città metropolitana di Milano, in Lombardia. L'edificio, che si trova nel centro della città in viale Matteotti, sulla riva destra del fiume Olona, è un classico esempio di villa padronale di inizio XX secolo. Dal 1976 è sede dell'associazione Famiglia Legnanese.

## Storia
Il complesso edilizio è stato costruito dal 1905 al 1906 su progetto di Giulio Brini e Simone Roveda. Villa Jucker fu originariamente dimora dell'omonima famiglia di dirigenti che operarono nell'adiacente Cotonificio Cantoni, azienda tessile attiva dal 1828 al 2004: il suo stabilimento legnanese, in particolare, cessò le attività nel 1985. 
Nel 1976 il Cotonificio Cantoni, proprietario dell'immobile, la diede in affitto alla Famiglia Legnanese. Quest'ultima la acquistò poi nel 1980 facendone la sua sede definitiva. Villa Jucker venne poi ingrandita nel 1983 con la costruzione di una nuova ala. Il progetto di ampliamento fu redatto da Cesare Croci Candiani.

## Caratteristiche
La villa, che è a due piani, è arricchita da decorazioni che sono state applicate intorno alle finestre e su alcune parti della superficie esterna. All'interno dello stabile sono presenti delle opere pittoriche risalenti al XIX e al XX secolo.
La villa è immersa in un ampio giardino, che inizialmente aveva un'estensione di 5.000 m2. Nel giardino sono presenti due busti realizzati nel 1976 che ritraggono Carlo e Gian Franco Jucker, alcune turbine dell'azienda metalmeccanica legnanese Franco Tosi e una statua bronzea del 1918 che è dedicata alla "famiglia".